# 曾秉正
曾 秉正（そう へいせい、生没年不詳）は、明初の官僚。本貫は隆興府南昌県。

## 生涯
洪武初年、推薦を受けて海州学正に任じられた。1376年（洪武9年）、天文の異変を理由に洪武帝が群臣の意見を求めると、秉正は数千言を上疏し、富国強兵をむねとする創業の統治から富庶の民を煩わさない守成の統治への移行について述べ、『易経』や『春秋』の主旨を論じた。洪武帝はこれを称賛して、秉正は南京に召し出されて思文監丞となった。ほどなく刑部主事に転じた。1377年（洪武10年）、陝西参政に抜擢された。はじめて通政使司が置かれると、秉正は通政使となった。通政使としてたびたび進言し、洪武帝はよくそれを聞き入れた。1382年（洪武15年）、洪武帝の命に逆らって罷免された。金がなかったため帰郷することができず、その4歳になる娘を売った。洪武帝はこれを聞いて激怒し、秉正は腐刑に処された。その晩年は知られていない。